# Western Pacific Railroad
Le Western Pacific Railroad (sigle AAR: WP) était une compagnie de chemin de fer de classe I des États-Unis qui apparut en 1903. Sous la direction de George Jay Gould I, et en coordination avec le Denver and Rio Grande Western Railroad, le WP construisit une nouvelle ligne transcontinentale vers San Francisco qui fut achevée en 1909. En 1931, une autre ligne permit de relier le réseau du Great Northern Railway. Il conserva son indépendance jusqu'à son rachat par l'Union Pacific Railroad en 1982 qui le fusionna l'année suivante.
Cette compagnie, seconde du nom, ne doit pas être confondue avec le Western Pacific Railroad d'origine, créé en 1862 pour construire la portion la plus à l'ouest de la première ligne transcontinentale entre San Jose (Californie) et Sacramento (Californie) et qui fut absorbée par le Central Pacific Railroad en 1870.

## Les origines
Initialement créé en 1900 sous le nom de Alameda & San Joaquin Railroad, il fut repris par le Denver and Rio Grande Western Railroad en 1903 et fut rebaptisé Western Pacific Railroad. Au début du XXe siècle, George Jay Gould I, qui contrôlait le D&RGW et le WP, allait créer une troisième ligne transcontinentale pour concurrencer l'Union Pacific Railroad et le Southern Pacific Railroad.

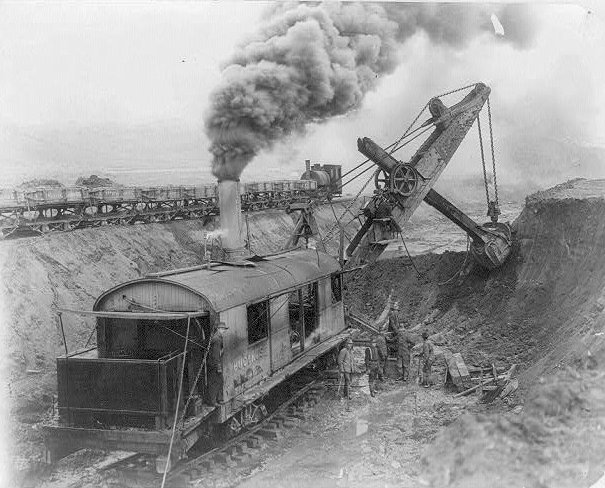
Construction de la ligne du WP en 1908.

La ligne, reliant Oakland sur la baie de San Francisco à Salt Lake City (Utah), fut achevée en 1909. Cette ligne qui passait par le col Beckwourth au niveau de la Feather, entrait en concurrence avec celle du Southern Pacific (SP) qui utilisait le col Donner. L'avantage était en faveur du WP dont le col Beckwourth culminait à 1 591 m contre 2 134 m pour le col Donner. De 1910 à 1982, le Western Pacific fut l'un des chemins de fer les plus populaires de l'Ouest américain. Il était célèbre par la diversité et la beauté des paysages traversés : la baie de San Francisco, la fameuse Feather River Route à travers les montagnes, ainsi que les déserts du Nevada et de l'Utah.
En 1931, le WP ouvrit une seconde ligne principale, appelée "Highline", à partir du Feather River Canyon pour rejoindre le Great Northern Railway situé au nord de la Californie. Le WP dut construire à Keddie, un triangle de bifurcation très original appelé Keddie wye ; alors que la base du triangle passait dans un tunnel pour longer le Feather River, les autres côtés empruntaient deux ponts métalliques avant de se rejoindre dans un tunnel commun pour remonter vers Bieder.
Le WP était connu pour l'exploitation du California Zephyr entre Oakland (Californie) et Salt Lake City (Utah), puis le Denver & Rio Grande Western Railroad prenait le relais entre Salt Lake City et Denver (Colorado), et enfin le Chicago, Burlington and Quincy Railroad assurait la liaison de Denver à Chicago (Illinois). De 1949 à 1970, il y eut aussi le Silver Lady reliant Oakland (Californie) à Salt Lake City (Utah).

## Le temps des mutations

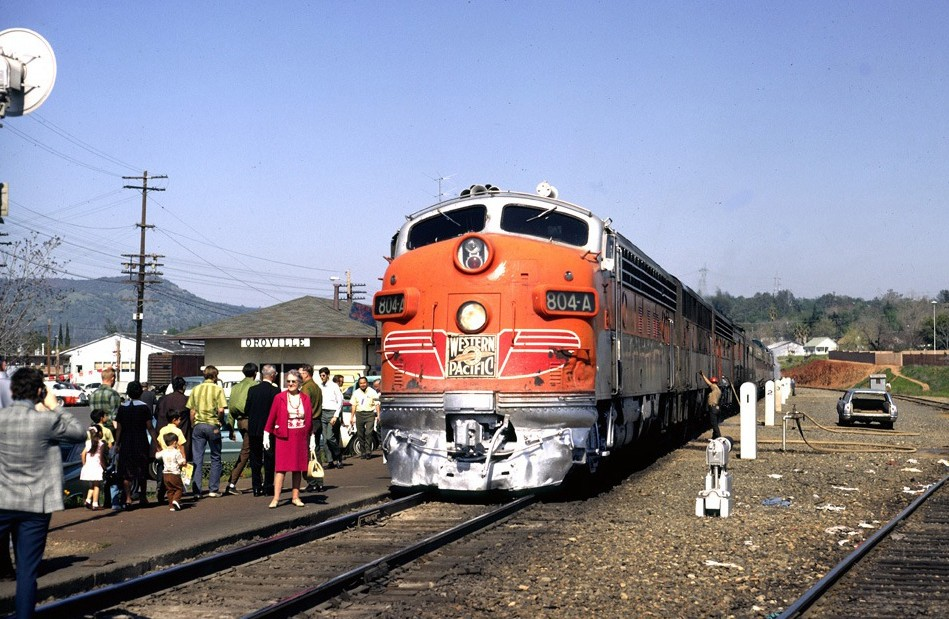
Le dernier train "California Zephyr" en direction est en 1970.

Poussé par la compétition avec le SP, déjà bien établi et bien plus grand, le WP était connu pour ses innovations et pour son acharnement à rentabiliser ses investissements. Il fut le premier des grands chemins de fer de l'ouest à éliminer la vapeur en faveur du diesel; d'ailleurs il utilisa encore longtemps ses toutes premières locomotives diesels en services réguliers, alors que les autres compagnies les avaient déjà retirées. Pour sécuriser au mieux l'acheminement des biens, il utilisait des équipements novateurs tels que l'informatique, alors que dans le même temps, les vieux wagons étaient réparés et que les antiques cabooses en bois assuraient toujours le service. Dans les années 1960, il acheta de nouveaux cabooses mais donna les anciens en bois à ses filiales. Sous la pression de ses expéditeurs, il acheta de nouveaux wagons, mais continua à restaurer certains tombereaux ouverts. Le WP fut l'un des premiers à faire circuler des conteneurs de l'American President Lines de Oakland vers l'est via l'Union Pacific. Grâce à des connexions avec le D&RGW et l'UP à Salt Lake City, le WP acheminait des pièces automobiles aux Usines Ford de Milpitas, Californie. Les dépôts étaient localisés à Stockton, Milpitas, Oroville, Portola, Elko, Oakland, Keddie, Winnemucca, et Salt Lake City.
Le WP posséda plusieurs petits chemins de fer dont le plus connue fut le Sacramento Northern Railway qui relia un temps San Francisco à Chico (Californie). Il y eut aussi le Tidewater Southern Railway, le Central California Traction, l'Indian Valley Railroad et le Deep Creek Railroad.

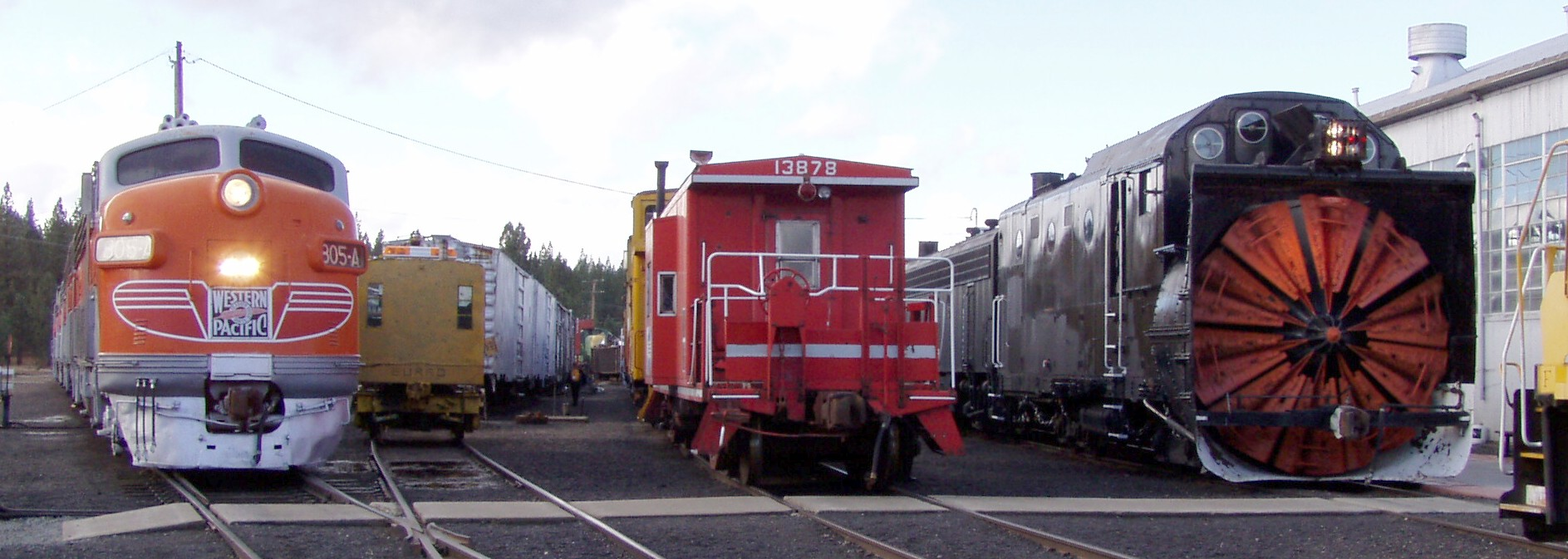
Trains en vedette au musée ferroviaire Western Pacific en 2006.

En 1962, le Santa Fe et le Southern Pacific (SP) voulurent acheter le WP, mais ni l'un ni l'autre ne réussirent. 
Finalement l'UP racheta le WP le 22 décembre 1982, le fusionna en 1983, et pour finir il s'empara du SP en 1996. En juillet 2005 dans le cadre de son programme d'héritage, l'UP dévoila une nouvelle locomotive EMD SD70ACe, immatriculée Union Pacific 1983 et peinte aux couleurs du WP.

## Traduction
- (en) Cet article est partiellement ou en totalité issu de l’article de Wikipédia en anglais intitulé « Western Pacific Railroad » (voir la liste des auteurs).